# Diocese de Registro
A Diocese de Registro (Dioecesis Registrensis) é uma divisão territorial da Igreja Católica no estado de São Paulo. Foi criada a 19 de janeiro de 1974 pelo Papa Paulo VI a partir de paróquias até então sob jurisdição das dioceses de Itapeva e Santos.
A diocese abrange onze municípios do litoral paulista: Iguape, Registro, Jacupiranga, Eldorado, Itariri, Ilha Comprida, Pedro de Toledo, Juquiá, Cajati, Cananéia e Pariquera-Açu.

## Bispos
|        | Nome                                      | Período    | Notas                    |        |
| Bispos | Bispos                                    | Bispos     | Bispos                   | Bispos |
| ------ | ----------------------------------------- | ---------- | ------------------------ | ------ |
| 3º     | Manoel Ferreira dos Santos Junior, M.S.C. | 2018–atual |                          |        |
| 2º     | José Luiz Bertanha, S.V.D.                | 1998–2018  | Bispo emérito            |        |
| 1º     | Apparecido José Dias, S.V.D.              | 1974–1996  | Nomeado Bispo de Roraima |        |